# Daniel Winkler (Literaturwissenschaftler)
Daniel Winkler (* 1973 in München) ist ein Literatur-, Filmwissenschaftler und Romanist.
Daniel Winkler hat Komparatistik und Französistik in Wien und Aix-en-Provence studiert und war zeitgleich in der Österreichischen Hochschülerschaft, als Regieassistent des Theaters Drachengasse und Verlagsmitarbeiter der Theodor-Kramer-Gesellschaft aktiv. Neben Stationen an Forschungseinrichtungen in Paris, Marseille oder Dresden lehrte er bis 2015 an der Universität Innsbruck und bis 2021 an der Universität Wien. Seit Sommer 2021 ist er Professor an der Ruprecht-Karls-Universität Heidelberg. Seine Forschungsinteressen liegen in den Literaturen und im Theater ab der Aufklärung, sowie in den audiovisuellen Medien, areale Schwerpunkte auf dem Mittelmeerraum, den Alpen und Kanada. Gemeinsam mit Thomas Bremer gab Daniel Winkler lange den Zibaldone, eine Zeitschrift für italienische Kultur der Gegenwart heraus. Er war auch Mitherausgeber der Online-Zeitschrift lettere aperte.

## Publikationen (Auswahl)

### Monographien
- Körper, Revolution, Nation. Vittorio Alfieri und das republikanische Tragödienprojekt der Sattelzeit. Wilhelm Fink, Paderborn 2016. ISBN 978-3-7705-6129-2
- Marseille! Eine Metropole im filmischen Blick. Schüren, Marburg 2013. ISBN 978-3-89472-860-1
- Transit Marseille. Filmgeschichte einer Mittelmeermetropole. Transcript, Bielefeld 2007. ISBN 978-3-8394-0699-1
- Repräsentationsformen der Pariser Banlieue der 90er Jahre zwischen Dokumentation und Konstruktion: Nils & Bertrand Taverniers Dokumentarfilm 'De l’autre côté du périph’' und Tahar Ben Jellouns Erzählung 'Les raisins de la galère'. Universität Wien 2000.

### Herausgaben (Auswahl)
- Marseille und die Provence. Eine literarische Einladung (Hg.). Wagenbach, Berlin 2025. ISBN 978-3-8031-1293-4 (=Salto 194)
- Luis Trenker. (Hg.) mit Sophia Mehrbrey. Edition text und kritik, München 2024. ISBN 978-3-96707-948-7 (=Film-Konzepte 73)
- Armut und Reichtum in Italien. (Hg.) mit Cora Rok. Stauffenburg, Tübingen 2023. ISBN 978-3-95809-718-6 (=Zibaldone 75)
- Neapel als intermediale Bühne. (Hg.) mit Sabine Schrader. Stauffenburg, Tübingen 2022. ISBN 978-3-95809-709-4 (=Zibaldone 72)
- Italienisch-Österreichische Verflechtungen. (Hg.). Stauffenburg, Tübingen 2021. ISBN 978-3-95809-709-4 (=Zibaldone 70)
- Rijeka/Fiume – Italien und Kroatien. (Hg.) mit Marijana Erstić. Stauffenburg, Tübingen 2020. ISBN 978-3-95809-709-4 (=Zibaldone 68)
- Matera und die Basilikata (Hg.). Stauffenburg, Tübingen 2018. ISBN 978-3-95809-709-4 (=Zibaldone 66)
- Serialität und Moderne. Feuilleton, Stummfilm, Avantgarde (Mithg.). Transcript, Bielefeld 2018. ISBN 978-3-8376-3778-6
- Geschlechterinszenierungen (Hg.). Stauffenburg, Tübingen 2018. ISBN 978-3-95809-709-4 (=Zibaldone 64)
- Gegenwartstheater aus Italien (Hg.). Stauffenburg, Tübingen 2017. ISBN 978-3-95809-709-4 (=Zibaldone 62)
- Italienisches Theater. Geschichte und Gattungen von 1480 bis 1890. (Hg.) mit Sabine Schrader, Gerhild Fuchs. Theater der Zeit, Berlin 2015. ISBN 978-3-95749-029-2
- TV glokal. Europäische Fernsehserien und transnationale Qualitätsformate. (Hg.) mit Sabine Schrader. Schüren, Marburg 2014. ISBN 978-3-89472-649-2
- The Cinemas of Italian Migration. European and Transatlantic Narratives. (Hg.) mit Sabine Schrader. Cambridge Scholars Publishing, Newcastle-upon-Tyne 2013. ISBN 978-1-4438-4624-0
- Nuovo Cinema Italia. Der italienische Film meldet sich zurück. (Hg.) mit Birgit Wagner. Böhlau, Wien 2010. ISBN 978-3-205-78592-7 (= Maske & Kothurn 1/56)
- Alpine Avantgarden und urbane Alpen. (Hg.) mit Karin Harrasser, Marie-Noëlle Yazdanpanah. Löcker, Wien 2008. ISBN 978-385-4-09490-6 (=sinnhaft 21. Journal für Kulturstudien)